# Алехандро Сантьяго
Алехандро Сантьяго (ісп. Alexandro Santiago; 7 лютого 1996, Тіхуана) — мексиканський професійний боксер, колишній чемпіон світу за версією WBC (2023—2024) у легшій вазі.

## Професіональна кар'єра
Дебютував на профірингу 2012 року у віці 16 років. В дев'ятому бою зазнав першої поразки.
28 вересня 2018 року зустрівся в бою з чемпіоном світу за версією IBF у другій найлегшій вазі Джервіном Анкахасом (Філіппіни) і звів поєдинок унічию, не зумівши заволодіти титулом чемпіона.
29 липня 2023 року зустрівся в бою за вакантний титул WBC у легшій вазі з багаторазовим чемпіоном Ноніто Донером (Філіппіни) і, впевнено контролюючи хід усього поєдинку, здобув перемогу одностайним рішенням суддів.
24 лютого 2024 року вийшов на бій проти Накатані Юнто (Японія) і програв технічним нокаутом в шостому раунді.